# MSC Carouge
MSC Carouge je kontejnerski brod kojeg je 2007. godine izgradilo rumunjsko brodogradilište Mangalia odnosno današnji Daewoo Mangalia Heavy Industries. Brod je u vlasništvu međunarodne brodarske kompanije Mediterranean Shipping Company a plovi pod portugalskom zastavom. Riječ je o trećem (nakon Geneve i Leigha) od ukupno dvanaest brodova koliko ih je kompanija naručila.

## Vanjske poveznice
- Informacije o brodu na Vessel Finder.com
- Informacije o brodu na Marine Traffic.com